# Лондонска општина Гринич
Гринич (енгл. London Borough of Greenwich) је назив општине у јужноисточном делу Лондона али и места Гринич, познатог по бројним знаменитостима укључујући и Краљевску Опсерваторију.
Данашња општина је настала 1965. спајањем општина Гринич и Вулвич (са изузетком Северног Вулвича).
Средиште данашње општине је свакако Гринич, дом Краљевске Опсерваторије, кроз коју пролази нулти меридијан, затим Поморског музеја, сопственог универзитета и позоришта.
Општина Гринич ће бити једна од пет лондонских општина у којима ће се одржавати такмичења Олимпијских игара 2012.. Једно од борилишта ће бити и контроверзна Миленијумска купола.
Општина је добро повезана са остатком Лондона, како аутобуским линијама и надземном железницом, тако и системом лаког метроа који оперише у Лондону - Докландском лаком железницом.
Општина има и велику и етнички веома разнолику резиденцијалну популацију сконцентрисану по местима као што су: Гринич, Вулвич, Елтам, Блекхит и друга.